# Katastrofa lotu SilkAir 185
Katastrofa lotu SilkAir 185 – wydarzyła się 19 grudnia 1997, Boeing 737-36N (9V-TRF), lecący z Dżakarty do Singapuru, spadł z wysokości 10600 m do rzeki. W katastrofie zginęły 104 osoby (97 pasażerów i 7 członków załogi) – wszyscy na pokładzie.

## Samolot
Uczestniczący w wypadku samolot (Boeing 737-36N, nr rejestracyjny: 9V-TRF) do momentu katastrofy eksploatowano tylko przez jedenaście miesięcy. Miał 2238 godzin nalotu i 1306 cykli start-lądowanie. Maszynę napędzały dwa silniki typu CFMI CFM56-3B2.

## Przebieg lotu i katastrofa
Rejs o kodzie MI 185 kierował się na lotnisko Changi w Singapurze. O godzinie 15:37 odrzutowiec wystartował z pasa 25R lotnisk Soekarno-Hatta w Dżakarcie. Planowo lot miał trwać osiemdziesiąt minut. Kapitanem był Tsu Way Ming, drugim pilotem – Duncan Ward. Po starcie, zgodnie z instrukcjami kolejnych organów ruchu lotniczego, załoga wzniosła maszynę na pułap 10600 m i obrała kierunek na miasto Palembang, na północnych wybrzeżach Sumatry. O godzinie 15:53 piloci zgłosili nadzorującemu ich rejs kontrolerowi o dotarciu na pułap przelotowy, po czym uzyskali kolejne instrukcje, dotyczące dalszego pokonywania trasy.
Trzynaście minut później przestał funkcjonować rejestrator rozmów prowadzonych w kokpicie. To samo, o godzinie 16:11:27, spotkało rejestrator danych lotu.
O godzinie 16:12:18 samolot niespodziewanie wpadł w lot nurkowy, podczas którego przekroczył dopuszczalną dla tej konstrukcji prędkość. Doszło do rozpadu samolotu w powietrzu, jego szczątki spadły w taflę delty rzeki Musi.

## Narodowość ofiar katastrofy
Wśród ofiar znajdowała się singapurska pisarka Bonny Hicks.
| Kraj                 | Liczba ofiar |
| -------------------- | ------------ |
| Singapur             | 46           |
| Indonezja            | 23           |
| Malezja              | 10           |
| Francja              | 5            |
| Stany Zjednoczone    | 5            |
| Niemcy               | 4            |
| Wielka Brytania      | 3            |
| Japonia              | 2            |
| Australia            | 1            |
| Austria              | 1            |
| Bośnia i Hercegowina | 1            |
| Indie                | 1            |
| Nowa Zelandia        | 1            |
| Tajwan               | 1            |
| Razem:               | 104          |

## Śledztwo
Samolot uderzył w powierzchnię rzeki z ogromną prędkością (prawie prędkość dźwięku). Z powodu zalegającej na dnie rzeki grubej warstwy mułu, wydobycie ciał było niemożliwe, a wyłowienie większej ilości części rozbitej maszyny wymagało użycia pogłębiarek rzecznych. Po wydobyciu z dna rzeki i przeanalizowaniu czarnych skrzynek samolotu okazało się, że wiele poszlak wskazuje na samobójstwo kapitana i celowe rozbicie samolotu.
Kapitan Tsu Way Ming przed służbą w lotnictwie cywilnym był niekwestionowanym asem w lotnictwie wojskowym. Jednakże, według wielu osób, wyniósł stamtąd pewne niedobre cechy dotyczące pilotowania samolotów. Był już wcześniej ukarany dyscyplinarnie za celowe wyłączenie rejestratorów rozmów w kokpicie przed wyjątkowo niestandardowym (jak na cywilne standardy) lądowaniem. Okazało się, że miał poważne problemy finansowe (był zadłużony na ponad milion dolarów u swojego maklera giełdowego), a kilka dni przed katastrofą zlikwidował polisę ubezpieczeniową na życie. Do tego doszły obciążające zapisy z rejestratora parametrów lotu, które wskazywały na to, że przed rozbiciem się, piloci nie wykonywali żadnych gwałtownych ruchów wolantem, w momencie zderzenia z taflą wody silniki pracowały na pełnej mocy. Wszystko wskazywało na to, że kapitan celowo skierował samolot prosto w dół.
Przeanalizowano również znane aspekty techniczne. Ponieważ znajdując się na wysokości przelotowej i lecąc bez najmniejszych zakłóceń, samolot nagle przechylił się ostro na bok, ze szczególną uwagą sprawdzono system PCU (ang. Power Control Unit). Jest to niewielki serwomechanizm sterujący rozpływem płynów hydraulicznych, w ogonowej części samolotu, odpowiedzialny za sterowanie wychyleniami steru kierunku (zobacz Incydent lotu Eastwind Airlines 517). Element został wysłany do USA, w celu przebadania przez specjalistów. Po kilku tygodniach serwomechanizm odesłano z adnotacją, że przeszedł wszystkie testy (włącznie z dodatkowymi, temperaturowymi, narzuconymi po cytowanym incydencie) i nie znaleziono żadnych wad w jego konstrukcji ani w sposobie działania.
Oficjalny raport lokalnego biura badania katastrof lotniczych stwierdzał, iż przyczyny katastrofy nie są znane, szybko rozeszła się plotka (podchwycona i rozpropagowana szeroko przez media), że samolot rozbił się, bo kapitan popełnił samobójstwo.
Wątpliwości odnośnie do takich domniemań podniosły rodziny ofiar katastrofy. Kapitan miał żonę i dzieci, a z rejestratora rozmów z okresu przed startem jawi się obraz człowieka pogodnego, uśmiechniętego, żartującego z innymi członkami załogi. Obroną nieżyjącego kapitana zajęła się amerykańska grupa prawników, śledczych i specjalistów z zakresu lotnictwa, niezależna od NTSB.
W pierwszej kolejności wytknięto, że nie ma żadnych dowodów na obezwładnienie przez kapitana drugiego pilota, ani na jego współudział w rozbiciu samolotu. Podważono również wątki prywatne z życia kapitana. Dług maklerski został faktycznie spłacony przez dochody ze sprzedaży dwóch nieruchomości, które rodzina posiadała. Argumentowano również, że likwidacja polisy na życie przed samobójstwem jest działaniem pozbawionym sensu jako, że rodzina w tym przypadku nie otrzymałaby żadnego odszkodowania. Nie otrzymałaby go również i bez likwidacji polisy, bo zdecydowana większość firm ubezpieczeniowych nie wypłaca należności z tytułu śmierci samobójczej lub o podłożu kryminalnym. Udowodniono też, że kapitan Tsu Way Ming przymierzał się wraz z rodziną do budowy nowego, dużego domu, a likwidacja polisy ubezpieczeniowej była w tym przypadku standardową procedurą realizowaną na zabezpieczenie kredytu zaciągniętego na ten cel.
Niezależna grupa ekspertów zbadała też aspekty natury technicznej. Dane z rejestratorów parametrów lotu wykorzystano do wygenerowania trójwymiarowej animacji zachowania się samolotu na chwilę przed katastrofą. Następnie nałożono tę animację na identyczne, wykonane na podstawie parametrów lotu samolotów biorących udział w katastrofach United Airlines 585 i USAir 427. Okazały się niemalże identyczne. To skierowało śledczych ponownie na trop systemu PCU. Ponieważ ów serwomechanizm wykonuje ruchy nie większe od grubości monety uznano, że niezbędne są badania elementu pod mikroskopem elektronowym. W takim badaniu na jego powierzchni znaleziono ścinki metalu o grubości ok. 30 mikronów. Udowodniono, że nawet tak niewielkie ścinki metalu, niewidoczne gołym okiem, mogły wpłynąć na zatarcie się mechanizmu.
Mimo iż samolot był całkiem nowy i dostarczono wraz z nim nowoczesne, półprzewodnikowe rejestratory rozmów i parametrów lotu, z niewyjaśnionych przyczyn, zainstalowano w maszynie bardzo stare, taśmowe rejestratory, które wcześniej wielokrotnie przerywały zapis, nawet na jedenaście minut. Argumentowano, że kapitan Tsu Way Ming mógł wcale nie wyłączać ich w trakcie feralnego lotu, tylko mogła ponownie nastąpić ich awaria mechaniczna. Dowiedziono również, że fakt, iż w momencie rozbicia silniki Boeinga pracowały na pełnych obrotach i były celowym działaniem załogi, wynikającym z dostarczonej im wcześniej oficjalnej procedury postępowania wydanej przez producenta, dla działań załogi w takich właśnie sytuacjach.
Niezależna grupa ekspertów wniosła oskarżenia względem producenta serwomechanizmu PCU. Po zapoznaniu się z ekspertyzami i wysłuchaniu ponad stu trzydziestu świadków, ława przysięgłych przyznała rację amerykańskiej grupie ekspertów. Za przyczynę katastrofy uznano awarię serwomechanizmu stanowiącego kluczowy element systemu PCU, a nie samobójstwo pilota i celowe rozbicie samolotu.
Członkowie NTSB, biorący udział w obu śledztwach nigdy nie uznali takiego werdyktu i uważali, że przyczyną katastrofy było intencjonalne działanie ze strony pilota.
Wrak samolotu został zezłomowany, a więc nie mógł być poddany ponownym badaniom. Jedyną ocalałą częścią, przechowaną w lokalnym biurze badania katastrof lotniczych, był ów budzący wątpliwości serwomechanizm PCU.

## Odwołania
Artykuł opracowano m.in. na podstawie odcinka "Silkair 185. Samobójstwo pilota?" serialu Katastrofa w przestworzach.